# Шида-Картли
Ши́да-Ка́ртли (груз. შიდა ქართლი, дословно «внутренняя Картли»; Верхняя Карталиния) — край (мхаре), административно-территориальная единица Грузии, часть исторического региона Картли. Расположена в центральной части Грузии и соседствует с мхаре Имеретия, Мцхета-Мтианети, Самцхе-Джавахети, Квемо-Картли, а также с отдельной административной единицей Тбилиси.
Край Шида-Картли был создан в 1995 году из ранее расформированной Юго-Осетинской автономной области и части собственно Грузии. На данный момент приблизительно половину региона контролирует частично признанная как государство Южная Осетия (с точки зрения Грузии после 2008 года эти территории рассматриваются как оккупированные Россией).
Административный центр — город Гори.

## Административно-территориальное деление
В административном отношении фактически край состоит из четырёх муниципалитетов (до 2006 года — районов):
| Муниципалитет                                            | площадь, км² | население перепись 2002, чел. | население перепись 2014, чел. | население оценка 2019, чел. | центр      |
| -------------------------------------------------------- | ------------ | ----------------------------- | ----------------------------- | --------------------------- | ---------- |
| Горийский муниципалитет                                  | 1352         | 148 686                       | 125 692                       | 123 233                     | г. Гори    |
| Джавский муниципалитет (100 % подконтрольный де факто ЮО | 1503         | 8870                          | 6600                          | 7650                        | пгт. Джава |
| Карельский муниципалитет                                 | 688          | 50 422                        | 41 316                        | 41 145                      | г. Карели  |
| Каспский муниципалитет                                   | 803          | 52 217                        | 43 771                        | 42 753                      | г. Каспи   |
| Хашурский муниципалитет                                  | 585          | 62 714                        | 52 603                        | 52 120                      | г. Хашури  |
| край, всего                                              |              | 314 039                       | 263 382                       | 259 251                     | г. Гори    |

По законодательству Грузии, край Шида-Картли включает также 5-й Джавский муниципалитет (с центром в посёлке Джава), фактически расположенный на части неподконтрольного грузинским властям Дзауского района частично признанной Республики Южная Осетия. Город Цхинвали Горийского муниципалитета полностью контролируется властями Республики Южная Осетия и является столицей республики.
Населённые пункты
Города: Гори (48 143 чел., перепись 2014 года), Хашури (26 135 чел.), Каспи (13 423 чел.), Карели (6654 чел.)
Посёлки городского типа: Сурами в Хашурском муниципалитете (7492 чел., перепись 2014 года); Агара в Карельском муниципалитете (3364 чел.).

## Население
По состоянию на 1 января 2018 года численность населения края составила 259 251 житель, на 1 января 2014 года — 313 800 жителей (без учёта Цхинвальского района Южной Осетии).
По переписи населения 2002 года в подконтрольной части края из 314 039 жителей большинство составляли грузины (91,8 % или 288 382 чел.). Осетины составляли 4,3 % (13 383 чел.), азербайджанцы — 1,8 % (5768 чел.), армяне — 1,1 % (3521 чел.), русские — 0,6 % (1946 чел.).
По переписи населения 2014 года в подконтрольной части края из 263 382 жителей большинство составляли грузины (94,72 % или 249 479 чел.). Азербайджанцы составляли 2,09 %, осетины — лишь 1,77 %, армяне — 0,79 %, русские — 0,29 %.
Национальный состав края
 (перепись 2014 года)
|                                      | чел.    | %        |
| ------------------------------------ | ------- | -------- |
| всего                                | 263 382 | 100,00 % |
| Грузины                              | 249 479 | 94,72 %  |
| Азербайджанцы                        | 5501    | 2,09 %   |
| Осетины (вне территории де факто ЮО) | 4668    | 1,97 %   |
| Армяне                               | 2072    | 0,79 %   |
| Русские                              | 758     | 0,29 %   |
| Украинцы                             | 208     | 0,08 %   |
| Греки                                | 163     | 0,06 %   |
| Евреи                                | 122     | 0,05 %   |
| Ассирийцы                            | 34      | 0,01 %   |
| другие                               | 377     | 0,14 %   |

Осетины расселены на юге Шида-Картли, в частности, в Горийском (1736 чел. или 1,38 % по переписи 2014 года) и Карельском муниципалитетах (931 чел. или 2,25 % по переписи 2014 года) — в том числе в предгорьях Триалетского хребта, а также в Каспском муниципалитете (1745 чел. или 3,99 % по переписи 2014 года) и Хашурском муниципалитете (256 чел. или 0,49 % по переписи 2014 года).
Национальный состав муниципалитетов Шида-Картли (перепись населения 2014) (без территорий, подконтрольных Южной Осетии)
| муниципалитет | всего   | грузи- ны | %       | азер- байд- жанцы | %      | осети- ны | %      | армя- не | %      | рус- ские | %      | ук- раин- цы | %      | гре- ки | %      | Ев- реи | %      | др. | %      |
| ------------- | ------- | --------- | ------- | ----------------- | ------ | --------- | ------ | -------- | ------ | --------- | ------ | ------------ | ------ | ------- | ------ | ------- | ------ | --- | ------ |
| Горийский     | 125 692 | 121 204   | 96,43 % | 525               | 0,42 % | 1736      | 1,38 % | 1321     | 1,05 % | 438       | 0,35 % | 126          | 0,10 % | 85      | 0,07 % | 100     | 0,08 % | 157 | 0,12 % |
| Карельский    | 41 316  | 38 684    | 93,63 % | 1124              | 2,72 % | 931       | 2,25 % | 311      | 0,75 % | 81        | 0,20 % | 25           | 0,06 % | 28      | 0,07 % | 7       | 0,02 % | 125 | 0,30 % |
| Каспский      | 43 771  | 37 877    | 86,53 % | 3846              | 8,79 % | 1745      | 3,99 % | 104      | 0,24 % | 101       | 0,23 % | 39           | 0,09 % | 19      | 0,04 % | 0       | 0,00 % | 40  | 0,09 % |
| Хашурский     | 52 603  | 51 714    | 98,31 % | 6                 | 0,01 % | 256       | 0,49 % | 336      | 0,64 % | 138       | 0,26 % | 18           | 0,03 % | 31      | 0,06 % | 15      | 0,03 % | 89  | 0,17 % |
| край, всего   | 263 382 | 249 479   | 94,72 % | 5501              | 2,09 % | 4668      | 1,77 % | 2072     | 0,79 % | 758       | 0,29 % | 208          | 0,08 % | 163     | 0,06 % | 122     | 0,05 % | 411 | 0,16 % |

### Религия
Большинство населения края (подконтрольной Грузии части) — православные (96,3 %), меньшинство — мусульмане (1,8 %) и др.